# Perros de paja (libro)
Perros de paja. Reflexiones sobre los humanos y otros animales (en inglés Straw Dogs: Thoughts on Humans and Other Animals) es un ensayo de John N. Gray ―profesor de pensamiento europeo en la London School of Economics (LSE)―, publicado en 2002, traducido al español en 2003.
El libro de John N. Gray es una crítica al humanismo, al antropocentrismo y al progreso (social y humano), una idea medieval instalada en la filosofía de la historia y muy extendida en la sociedad contemporánea. Gray propone revisar el mito del progreso, la condición y la naturaleza humana a la vista de los nuevos estudios que nos acercan más de lo que quisiéramos a nuestra condición animal predominante. 

## Título del libro tomado delTao Te King
El título del libro de John N. Gray toma la expresión perros de paja, en el sentido en que aparece en el libro del Taoísmo Tao Te King de Lao Tse, pero reinterpretado a la luz de la posición antropocentrista del mundo contemporáneo que refleja James Lovelock en su Hipótesis de Gaia. Dice Lao Tset en el Tao Te King:

Cielo-y-Tierra no tiene sentimientos:
 trata todas las cosas como perros de paja. 
El Sabio no tiene sentimientos:
 trata a toda su gente como perros de paja.
 Tao Te King, Lao Tse

En la China antigua, los perros de paja se utilizaban para las ceremonias rituales. Estos muñecos que se empleaban como ofrenda a los dioses y eran tratados, durante el ritual, con la mayor de las reverencias, pero, una vez acabado, cuando ya no eran necesarios, eran pisoteados y abandonados. Como señala Alfonso Colodrón, interpretando las palabras de Lao Tse:

El hombre occidental es ahora antropocéntrico de otra manera: intenta explotar la tierra a su favor y entender las leyes del cosmos y de la naturaleza para beneficiarse en su exclusivo provecho. Las personas sabias, que ya no son una pequeña minoría reverenciada, pueden tratar a todo el mundo con la ecuanimidad del universo, sin hacer diferencias de sexo, raza, religión, clase social, edad, nacionalidad o lengua, pues algo nos une a todos: la transitoriedad de esta vida, el ser mortales. Tao te ching: el libro del equilibrio. Alfonso Colodrón.

## Tesis principal
El libro Perros de paja es un claro ataque al humanismo y al antropocentrismo, puntos de vista que, señala Gray, tienen su origen en la ideología religiosa. John N. Gray ve la voluntad, y, por tanto, la moralidad como una ilusión, y describe a la humanidad como una especie voraz y devastadora, ocupada en aniquilar otras formas de vida mientras destruye su medio ambiente natural.
Buena parte de las ideas que aparecen en el libro Perros de paja también se desarrollan en su libro Misa negra.